# Гордонсвилл (Виргиния)
Гордонсвилл (англ. Gordonsville) — город в округе Ориндж, в штате Виргиния, США. Расположен в 19 милях северо-восточнее Шарлоттсвилла и в 65 милях северо-западнее Ричмонда. Население по переписи 2010 года составляет 1 496 человек. Город находился на Центральной Вирджинской железной дороге, и по этой причине имел важное стратегическое значение в годы Гражданской войны.

## История
В 1787 году Натаниель Гордон купил 1,350 акров земли у родственников президента Джеймса Мэдисона. В 1794 году Гордон получил лицензию на открытие таверны и построил заведение, где можно было есть, ночевать, и общаться между собой. Таверна находилась на перекрестке двух важных дорог: "Великой Фредериксбергской дороги" (Шарлотт—Фредериксберг) и "Ричмондской дороги" (Ричмонд — Луиза — долина Шенандоа). Об этом заведении хорошо отзывался президент Томас Джефферсон в 1802 году. Заведение стало известно как "Таверна Гордона", а позже - "Гордонс-Инн". В разное время её посещали Джордж Вашингтон, Томас Джефферсон, Джеймс Монро, маркиз Лафайет и Генри Клей.
В 1813 году Гордон стал почтмейстером, а поселение получило официальный статус. 1813 год считается с тех пор годом основания города. В моменту смерти Гордона в 1820 году Гордонсвилл имел таверну, почту, несколько домов, магазин и кузницу.

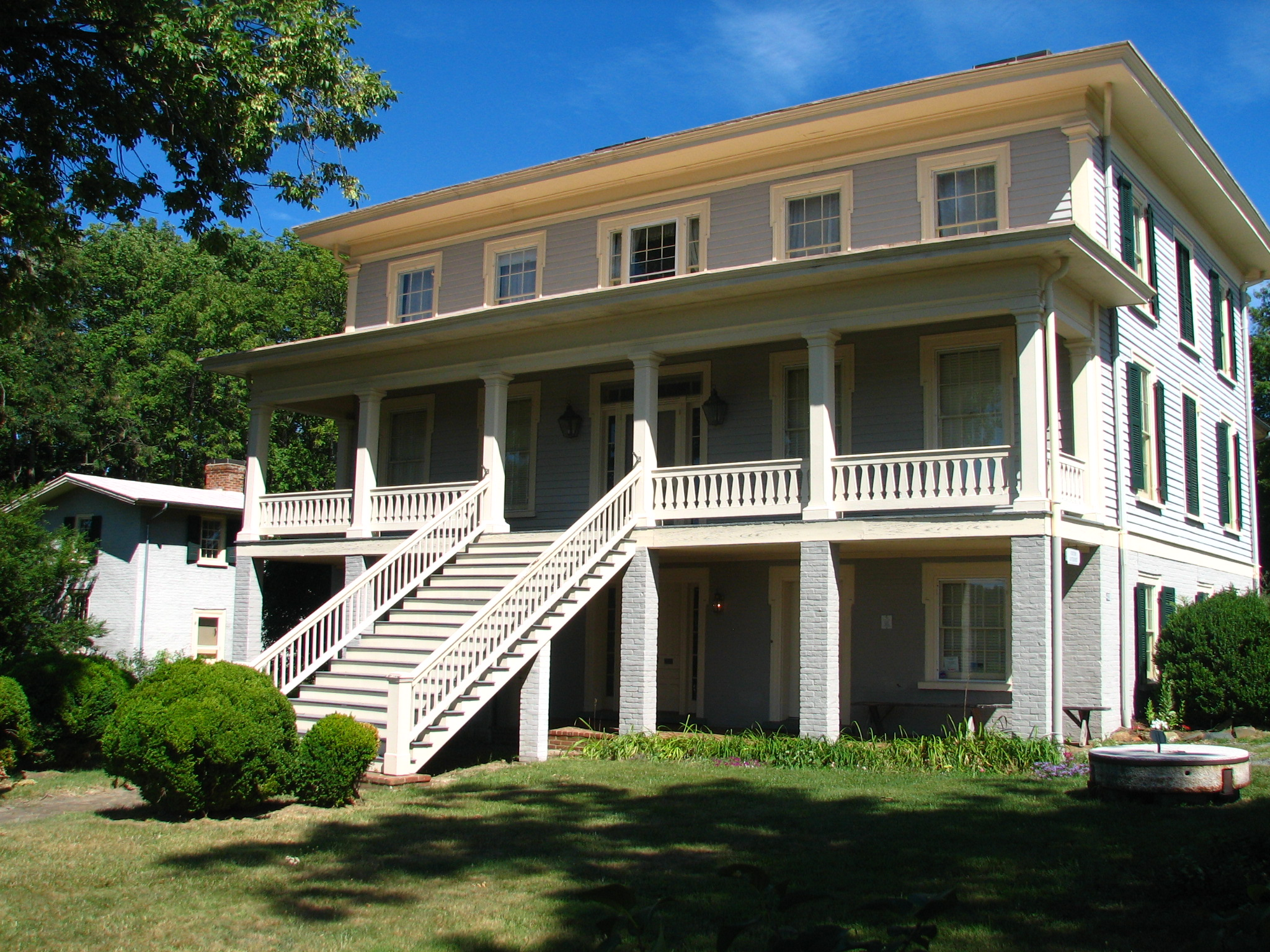
Exchange Hotel в Гордонсвилле

В 1839 году Генеральная Ассамблея постановила продлить железную дорогу Louisa Railroad до Гордонсвилла, что дало стимул дальнейшему развитию города. Он стал торговым центром, куда плантаторы и фермеры сбывали свою продукцию. Несколько новых дорог связали Гордонсвилл с Ньюмаркетом и Гаррисонбергом. В 1854 году до города дошла железная дорога Orange & Alexandria Railroad, и через несколько лет Гордонсвилл превратился в крупнейший железнодорожный узел Вирджинии.
Таверна Гордона сгорела в 1859 году. Владелец участка, Ричард Охундро, построил на её месте новое здание, известное сейчас как "Exchange Hotel". Оно было завершено в 1860 году и предоставляло услуги пассажирам и простым путешественникам. В годы Гражданской войны оно использовалось как госпиталь и в его стенах побывали почти 70 000 раненых. Сейчас в этом здании находится "Civil War Exchange Museum" и оно является главной исторической достопримечательностью Гордонсвилла.
Когда началась Гражданская война, Гордонсвилл сразу же стал важнейшим стратегическим транспортным узлом Вирджинии. Именно через Гордонсвилл генерал Джонстон перебросил свою армию из долины Шенандоа к Манассасу в июле 1861 года. В июле 1862 года федеральная Вирджинская армия начала наступление на Гордонсвилл, чтобы через него выйти к Ричмонду: 12 июня её передовые отряды заняли Калпепер. Генерал Ли сразу же направил в Гордонсвилл отряд Томаса Джексона. 14 июля федеральный генерал Бэнкс приказал кавалерийской бригаде Джона Хэтча занять Гордонсвилл и разрушить железную дорогу на 10—15 миль к востоку. Однако, Хэтч, вместо быстрого кавалерийского рейда, начал наступать вместе с пехотой и артиллерией, и в итоге, когда он подошёл к Гордонсвиллу, город был уже занят частями Джексона.
Из Гордонсвилла Джексон выступил на Калпепер, что привело к сражению при Кедровой горе, после которого Джексон вернулся в Гордонсвилл. Сюда же 15 августа прибыл сам Ли, и здесь он собрал военный совет, на котором разработал план разгрома Вирджинской армии. Но этот план сорвался — генерал Поуп отвёл армию за Раппаханок.